# 言論統制

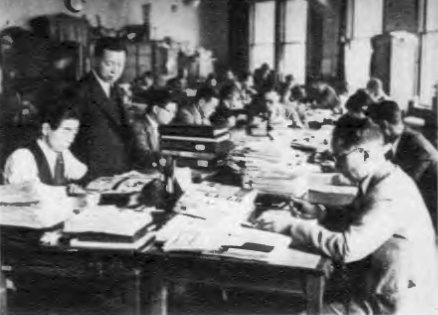
警視庁検閲課による検閲の様子（1938年（昭和13年））

言論統制（げんろんとうせい）とは、公権力が検閲制度などの手段を用いて、言論・表現を制限することである。規制の対象や方法は様々である。マスメディアが対象となることが多いが、集会、デモ行進、個人の会話まで規制されることもある。日本語では言論弾圧・言論審査・言論検閲とも訳される。

## 概要
言論統制は主に対国内に流布する利敵情報、例えば国家政策への批判、治安・風紀を乱す主義・思想、国家機密、暴動・扇動などが、出版・報道・流布されないように調査や検閲を行い、必要に応じてこれらの情報を操作・管理・抑制することである。テレビ、新聞、ラジオ、映画、学校教育などが情報統制、世論操作に使われることが多く、インターネットの普及以降はインターネット上（代表例：SNS、ブログなど）でも用いられていることがある。
戦時下には、言論の自由、報道の自由をうたう民主主義国であっても少なからず言論統制を行う場合が多い。アメリカ大使館でも、アメリカ政府が1940年代末に「力による政府転覆(暴力革命)」の提唱や主張拡散、謀議を行った米国共産党の指導者を起訴している例を紹介している。

## 実例
民主主義国家とされる国でも、国家による言論統制が行われている、ないしは行われることがある。国家が言論統制に直接関与しなくても、与党の有力政治家が個人的に多くのメディア企業の経営権を掌握し、あるいはメディア経営者と結びつき、言論への影響力を及ぼすいわゆる汚職による場合がある。
ドイツではヒトラーを礼讃したり、ナチスの意匠や出版物を流布すると民衆扇動罪（ドイツ刑法第130条）で違法とされている。これは「戦う民主主義」（民主主義を否定することを認めない民主主義）と呼ばれている。
アメリカなどの自由主義諸国でも戦時あるいは国家機密においては行政命令第12065号（国家安全保障情報）によりアメリカ合衆国情報安全保障監督局等による情報の機密化は当然のように行われる。
韓国では国家保安法により、法的に共産主義の宣伝や共産主義運動を支持する言論は禁止されている。

### 日本
江戸時代の日本では出版には届出が必要であり、これに違反した者は罰せられた。例えば1855年に仮名垣魯文の『安政見聞誌』を出した版元と共著者の一筆庵英寿は手鎖となった（ただし、魯文は無署名であったため筆禍を免れた）。
明治以降の日本では出版法、新聞紙法などにより検閲が行われた。共産主義・無政府主義の宣伝・煽動、皇室批判、日本の植民地（朝鮮・台湾など）独立運動の煽動、人工妊娠中絶の方法の紹介などは禁止された。要塞地帯や軍港などの地理記述、写真なども発行禁止の対象となった。戦時体制下の日本では、出版法、新聞紙法、国家総動員法などをよりどころにした言論統制が情報局や特別高等警察を中心に行われた（安寧秩序紊乱に関わる発禁命令権者は内務大臣）。
映画関連は観覧に供されるものが検閲の対象となり、1917年（大正6年）の「活動写眞興行取締規則」（警視庁令第12号）、1922年（大正11年）7月の警視庁令15号、1925年（大正14年）3月の内務省令10号を経て、内容以外にも、上映尺数の上限や上映期間が定められた。戦時体制下の1939年（昭和14年）には、より拘束力の強い「映画法」が制定され、国（軍）の意向に沿った作品づくり、製作本数、映画関係者全ての「技能審査」などが義務付けられ、脚本など、製作段階からの検閲も可能となった。
1930年代から戦中にかけての日本では言論統制が最も強化された時代となったが、公権力による統制は意外と受動的で、「民意」の影響力も大きかった点が指摘されている。特に、都市部の官公吏、教員、会社員などに代表される投書階級(新中間層)や消費者市民といった「投書階級」が主体となって、逆に検閲当局に対して娯楽などの言論統制が甘いと批判・規制要求をすることが度々見られた。
戦後、演劇担当の検閲官は職を去る際、東宝劇場の支配人に「これからは検閲がなくなるので、今まで我々が制限していた以上の一般大衆の批判がまともに来る。だから勉強しなければ駄目ですよ」と語った。実際に、テレビ番組や楽曲について、一部の声高な層は新聞やテレビ局に抗議の投書やツイートをするが、多数の人が娯楽として享受している状況が珍しくない。
日本国憲法では言論の自由を保障すると明記されたが、プレスコードなどGHQ（連合国軍最高司令官総司令部）による言論統制・弾圧は占領解除まで行われた。
その後の日本では憲法上、言論の自由が保障されているが、報道機関の自主規制という形で「菊タブー」や「鶴タブー」など言論の禁忌（報道できないこと）が少なからずあり、この他教科書検定や有害図書指定、わいせつ物頒布罪、BPOなど事実上の検閲に近いという議論を抱える問題も存在している。20世紀末からクレームが増えたテレビ業界では、タブーと自主規制にがんじがらめとなり萎縮に陥っていった。
公安警察や公安調査庁は、憲法違反・違法な情報収集活動を行っているとして、その廃止を求める政党や個人もある。
2000年代には右派を中心に人権擁護法案が言論統制につながる可能性があるとして議論を呼び、2010年代には左派を中心に特定秘密保護法などが言論統制になるという声があがった。
また、児童ポルノ法の改正案に盛り込まれていた、実写を伴わない創作物の規制、及び児童ポルノの単純所有の処罰についても、「人権の侵害や表現の自由の萎縮につながりかねず」、「捜査当局の恣意的な捜査を招く危険がある」として日本共産党等は「慎重であるべき」としていた。その後、2014年6月の法改正で児童ポルノ法に単純所持の禁止が盛り込まれたが、創作物の規制につながる付則については法案から削除された。

### 中華人民共和国
中華人民共和国において言論の自由は存在せず、反政府言論は厳しく取り締まられている。

外国メディアに対する抑圧もあり、1964年（昭和39年）に「日中双方の新聞記者交換に関するメモ」（別名：日中記者交換協定）が締結され、1968年（昭和43年）に「日中関係の政治三原則」が確認された。「日中関係の政治三原則」とは、「1．中国を敵視しない、2．二つの中国の立場に立たない、3．日中国交正常化を妨げない」であり、日中記者が記者交換するにあたって守るべき原則とされた。当時北京に常駐記者をおいていた朝日新聞、読売新聞、毎日新聞、NHKなどはこの文書を承認した。産経新聞はこの協定に反発し、傘下のフジテレビを含めて特派員をすべて引き上げた 。
その後、「日中双方の新聞記者交換に関するメモ」は日中国交正常化後の1973年に廃止され、その後に結ばれた「日中両国政府間の記者交換に関する交換公文」は報道を規制するような条項は含まれていない。そのため、この公文を以って報道機関の国外退去を求めることはできない。
そもそも「日中双方の新聞記者交換に関するメモ」およびその後の「日中両国政府間の記者交換に関する交換公文」は国家間での取りきめであり特定社が協定を結んだり結ばなかったりできるものではなく、実際に先述の産経新聞社も「日中両国政府間の記者交換に関する交換公文」に基づいて1998年（平成10年）に北京で中国総局を復活させている。

なお、諜報活動等の明確な敵対行為の発覚以外ではほとんど実行されたことはないものの、協定の有無に限らず全ての主権国家は記者の滞在許可を取り消し国外に追放することが可能である。
文化大革命の時期には外国メディアが次々と中国から追放され、日本の報道機関も容共的な朝日新聞を除きすべて追放された。その後、他の日本の報道各社も中華人民共和国への再入国を許された。
ネット検閲も激しく、Googleはこれに反発し、中華人民共和国から撤収した。
2011年1月に中国記者協会の党組書記は、中華人民共和国で最近、経済や人々の生活に関連した虚偽報道が多すぎると指摘した。また中華人民共和国政府はインターネット上の活動の監視を強化するなか、専門家から成るサイバー軍隊を結成して、世論を操作し、プロパガンダを世界に拡散している。

### アメリカ合衆国
アメリカはアメリカ合衆国憲法修正第1条に検閲の禁止を掲げている。これは議会も大統領も遵守しなければならない。ただし、公式には認めていないが、アメリカ国家安全保障局が「エシュロン」を用いて、全世界の電気通信の内容を傍受（＝盗聴）しているといわれている。2013年には実際にエドワード・スノーデンの暴露によりPRISM (監視プログラム)の存在が明らかになった。
アメリカには上からの検閲はないがコード(code)と呼ばれる報道の自主規制がある。アメリカでは、強制的な方法でなく、大衆の意識に直接訴える「誘導型」の方法がとられている。
これらの規制が、特定の宗教観や倫理観などを前提としていることが指摘されている（例えば人工妊娠中絶反対など）。大手のマスメディアが独占資本であることや、常に名誉毀損などの訴訟を起こされる危険を抱えているという事情もある。また、情報の受け手のメディア・リテラシー（情報を評価・識別する能力）の問題もある。
第二次世界大戦中は、日本軍のアメリカ本土空襲や風船爆弾など自国が大きな損害を受けた作戦において、自国民を消沈させる恐れがあるためにマスコミなどに報道管制が敷かれた。

### 現代ヨーロッパ

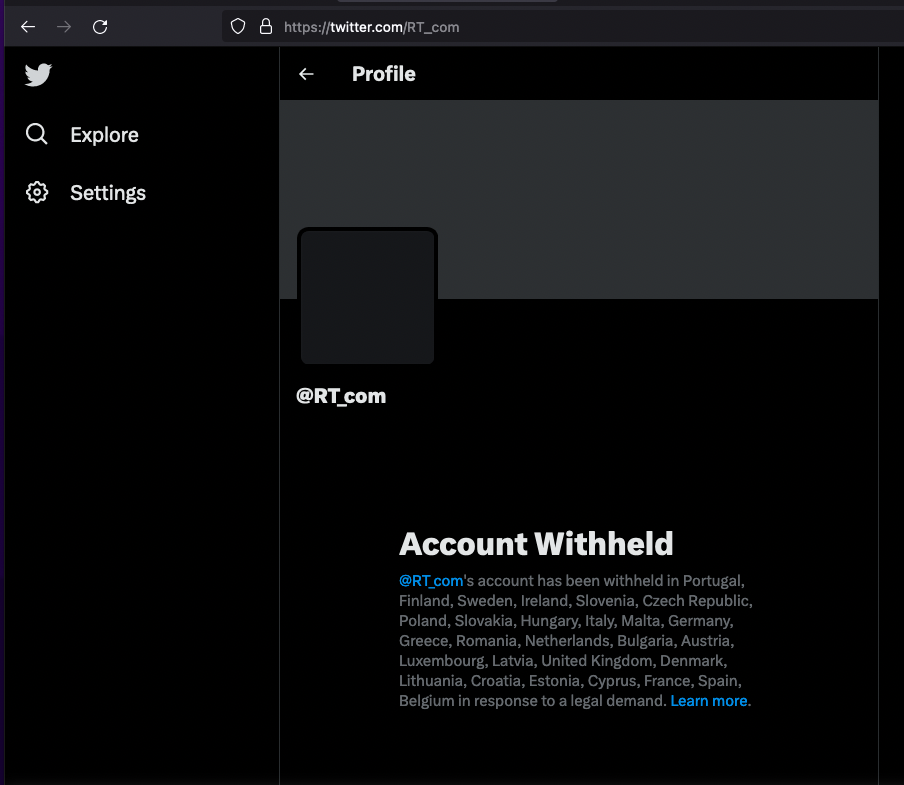
EUにおけるロシア系メディアの排除の例：ツイッター

2022年ロシアのウクライナ侵攻のロシアの制裁の一環として、ロシア公営の世界的メディのRTとロシア政府系メディアスプートニクについて、EU圏内での放送や配信を禁止した。同メディアのツイッターアカウントの投稿も閲覧できなくなっている。

### 韓国
韓国のインターネットでは従来から親北・従北など北朝鮮を利する可能性のある書き込みは禁止されてきたが、李明博政権以降は親日的な書き込みに対してもネット検閲が行われている。大統領直属機関である大韓民国放送通信委員会が、親日的な発言をするウェブサイトとブログを強制的に削除やアクセス禁止をし、言論統制を行っている。さらに、反復して同じ文章を掲載したユーザには、強制的な利用解約措置を取るなど、親日的な言論を発言するユーザには大変厳しい言論統制を行っている。

## 言論統制に繋がる法案のあるおもな国家
ネット検閲#各国の状況参照

### アジア
- 日本 - #日本の場合を参照
- 大韓民国 - 国家保安法や親日法に基づき、共産主義及び親日に限る
- 朝鮮民主主義人民共和国 - 報道の自由度は世界最悪
- 中華人民共和国 - 国家批判やその該当行為のみに限定されない検閲システムとしてグレート・ファイアウォールがある。ただし香港およびマカオを除く中国本土のみ。
- シンガポール
- インドネシア - (インターネット新聞JanJan)改革インドネシア　スハルト氏名誉毀損
- ベトナム
- カンボジア
- ミャンマー
- タイ王国 - 不敬罪該当行為に限る
- パキスタン
- アフガニスタン
- トルクメニスタン - 北朝鮮並みの報道自由度
- イラン - 反国教該当行為に限る
- シリア
- サウジアラビア - 不敬罪および反国教該当行為に限る
- アラブ首長国連邦 - 政党結成に限る
- イスラエル

### オセアニア-大洋州
- オーストラリア - 2010年から、入国時にポルノの所持について申告が必要になった 。
  - オーストラリア・ニュージーランドのインターネット検閲については、青少年有害社会環境対策基本法案#オーストラリア・ニュージーランドを参照。

### ヨーロッパ
- EU -　Digital Services Act（デジタルサービス法、DSA）「ディスインフォメーション（虚偽情報）への対抗」や「危機的状況への対応」などの概念を用いて、欧州委員会がSNSや検索エンジンなどに対し、規制強化の”強権”が発動できるようになる懸念がある。実際にEUでは2022年のロシアによるウクライナ侵攻に際しロシア系メディアのEU内での報道が規制されている。
- ドイツ - 憲法に基づきナチス肯定に限る。
- フランス - セクトに限る。また、1998年から未成年者を表現するあらゆる表現物を児童ポルノとして禁止した。((2007年9月12日破毀院刑事部判決（抜粋）)フランスの裁判所、アダルトアニメを児童ポルノと認定)
- ポーランド
- ベラルーシ
- ロシア

### アフリカ
- ジンバブエ - 秘密警察による監視や反体制派への暴力
- リビア - (NPOヒューマン・ライツ・ウォッチ)リビア：抑圧続くも、人権状況が少し前進
- スーダン - (外務省)スーダン概況
- エジプト - 宗教政党の活動に限る
- エリトリア

### 南北アメリカ
- アメリカ合衆国 - 米国愛国者法に基づく、見えない統制が行なわれているという意見が存在する。
- カナダ - バトラー判決（英語版）以後は、性的な表現を含む書籍は、学術書や問題を提起する報告書であっても禁止されている。